# 로버트 J. 플래허티
로버트 조지프 플래허티(영어: Robert Joseph Flaherty, 1884년 2월 16일 ~ 1951년 7월 23일)는 미국의 영화 제작자였다.

## 같이 보기
- 다큐픽션
- 에스노픽션